# لورا رينولدز
لورا رينولدز (بالإنجليزية: Laura Reynolds)‏ هي منافسة ألعاب القوى أيرلندية، ولدت في 21 يناير 1989.

## وصلات خارجية
- لورا رينولدز على موقع الاتحاد الدولي لألعاب القوى (الإنجليزية)
- لورا رينولدز على موقع أوليمبيديا (الإنجليزية)